# القرن الاحمر (بكيل المير)

تعديل مصدري - تعديل

القرن الأحمر هي إحدى قرى عزلة فاس بمديرية بكيل المير التابعة لمحافظة حجة، بلغ تعداد سكانها 40 نسمة حسب تعداد اليمن لعام 2004.